# Niels Skovgaard

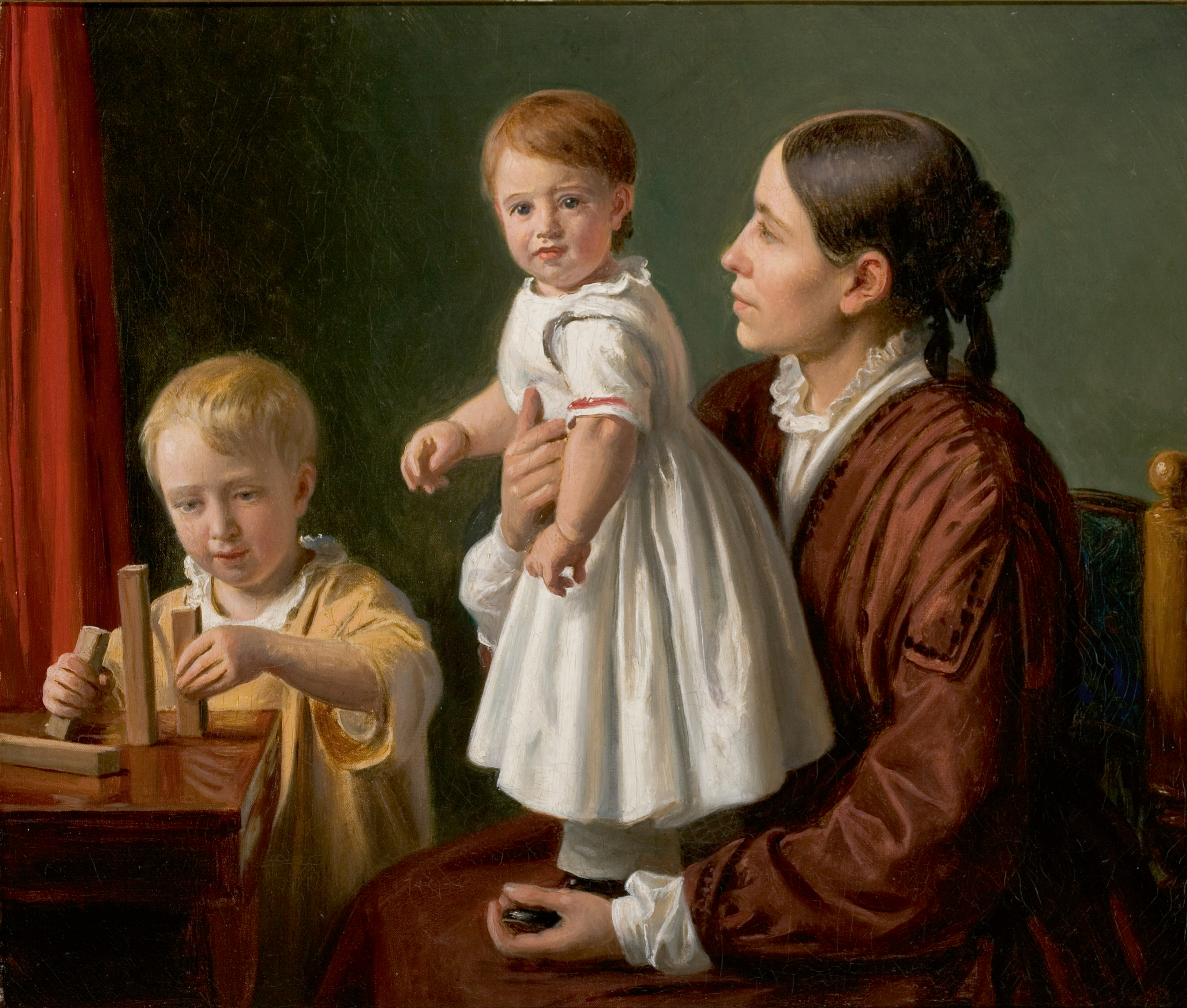
Georgia Skovgaard med sina söner Joakim och Niels (i moderns famn) i ett porträtt av Constantin Hansen från cirka 1860.

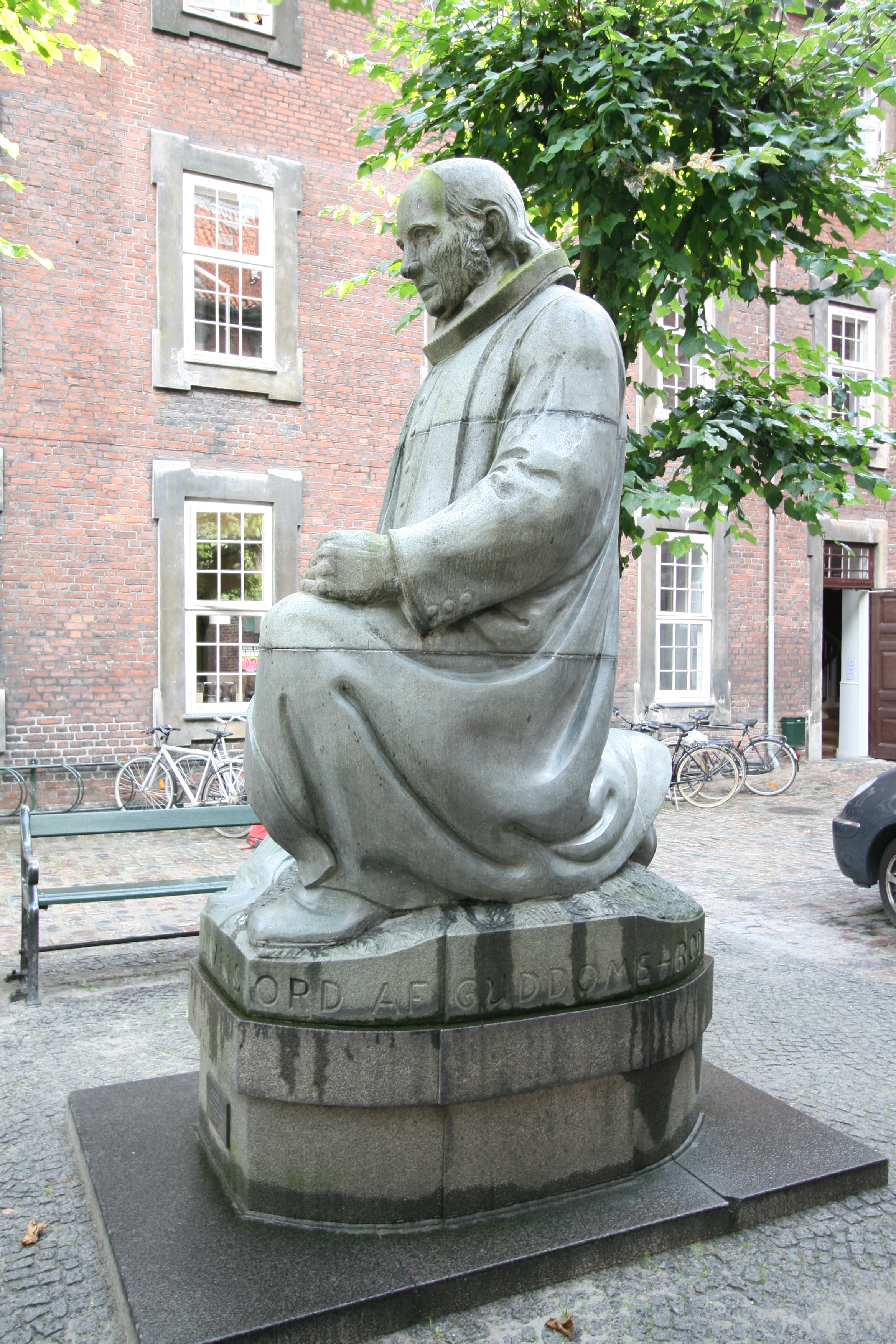
Niels Skovgaards staty av Grundtvig på Vartovs gård.

Niels Kristian Skovgaard, född den 2 november 1858 i Köpenhamn, död 3 februari 1938 i Lyngby, var en dansk målare, skulptör och keramiker.
Han var son till Peter Christian Skovgaard och textilkonstnären Georgia Maria Luise Schouw och från 1894 gift med Ingeborg Luplau Møller samt bror till Joakim Skovgaard. Han fick undervisning av fadern och inskrevs liksom brodern som målarlärling och studerade på konstakademien i Köpenhamn 1874-1879. Han målade landskap och figurtavlor (En träskomakare, 1882, Septemberdag i Halland, 1884). Han medverkade i ett flertal danska och utländska utställningar bland annat i Stockholmsutställningen 1897 och Baltiska utställningen i Malmö 1914. En minnesutställning med hans konst visades i Köpenhamn 1938. 
Han vistades från 1884 länge och under flera perioder i Grekland och Italien, målade stora figurtavlor med enkel monumental hållning - Kvinnorna vid Kristi grav (1886), Simeon och Hanna (1888) -, utförde mästerliga raderingar och illustrationer till danska folkvisor, till Rolandssången (1897), Odysseus färder (1902) med flera.
Därtill kom dekorativa teckningar (kompositionen Oidipus inför sfinxen, 1885) och keramiska arbeten. Skovgaard sysselsatte sig därjämte med konstarkeologiska spörsmål och utgav 1905 ett uppseendeväckande förslag till rekonstruktion av Apollongruppen på Zeustemplets i Olympia gavel.
Bland hans monumentala målningar från de senare åren finns altarbilderna Apostlarna döper allt folket (1906, Immanuelskyrkan i Köpenhamn), Den gode herden (1907, en annan 1910), fresker i Hove frikyrka 1911) och bland andra målningar Min familj i trädgården (1910), Kostallet (samma år) med flera. 
Många landskap från Grekland, Italien och Danmark tillhör hans senare verk. Bland stämningar från södern märks Utsikt från vår boning på Naxos (1895, Hirschsprungs museum). Han utförde även dekorativa arbeten i Köpenhamns rådhus. Bland hans arbeten i keramik märks Aage och Else, relief i glaserad lera, hållen i folkvisans anda och stil (1887, konstmuseet). 
Bland skulpturverk märks minnesstenen över Birkedal (1894) och Hostrup (1896) samt det verkningsfulla granitminnesmärket över Magnus den godes seger över venderna på Lyrskovs hed, uppställt i Skibelund vid Kongeå. Det har blivit kallat "Danmarks mest monumentala och mest folkliga konstverk, själva kungasagan, men i Grundtvigs översättning". 
En brunn med en monumental tjur uppställdes 1911 på Kultorvet i Köpenhamn, "Havhesten", skulptur i serpentin, uppställdes, efter att ha varit utställd 1916, i samma stad. Skovgaard är representerad i Köpenhamns konstmuseum, Hirschsprungs museum och Nationalgalleriet i Oslo. Ett landskap från Halland (1891, Stockholms nationalmuseum), signerat av Niels Skovgaard, är delvis målat av brodern Joakim.

## Bildgalleri

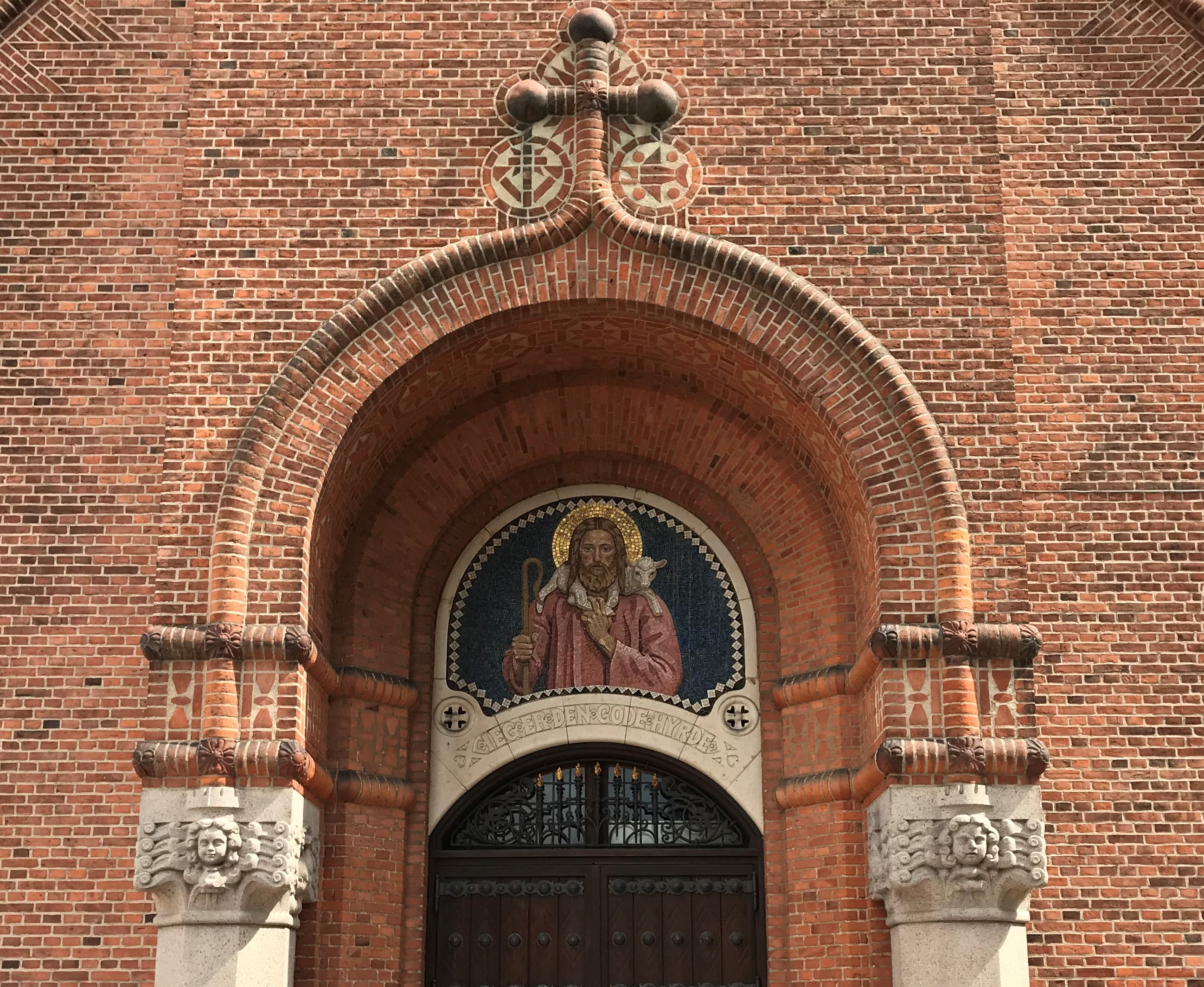
Mosaiken "Den gode herden" ovanför ingången till Frederiksvaerks kyrka
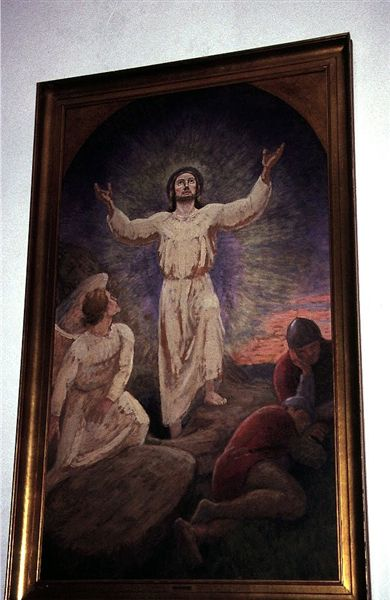
Uppståndelsebild i Damsholte kyrka på Møn